# Грабовська Марія Михайлівна
 Марі́я Миха́йлівна Грабо́вська (Щерби́на) (*14 жовтня 1980, Харків) — російськомовна українська поетеса.
Народилася 14 жовтня 1980 р. в м. Харкові.
Закінчила факультет прикладної математики та менеджменту Харківського національного університету радіоелектроніки.
Кандидат філософських наук, доцент
Пише російською мовою.
Авторка збірок поезій «Я твоя боль», «После и вовремя», «Троеночие». Лауреатка премії Б. Слуцького за збірку «Троеночие». Член Національної спілки письменників України з 2004 року. Член Національної спілки журналістів України. Член журі конкурсу «Молода Слобожанщина». Учениця Римми Катаєвої Катаєва Римма Олександрівна. Бісерна дизайнерка, переможниця та учасниця всеукраїнських та закордонних виставок, зокрема дортмундської Creativa-2012 та Fairy beads-2013.